# Incursión israelí sobre Siria y Líbano de 1972
El 8 de septiembre de 1972, aviones israelíes bombardearon diez campos de refugiados a lo largo de Siria y Líbano, como respuesta directa a la masacre ocurrida tres días antes en los Juegos Olímpicos de 1972. Los ataques aéreos tuvieron lugar dentro del marco de la Operación Cólera de Dios. El número exacto de bajas es aún objeto de disputa, llegando las estimaciones más altas a unas 200 personas, tanto fedayines como civiles.

El 11 de septiembre, Estados Unidos vetó una resolución de las Naciones Unidas que instaba a detener los bombardeos, luego de que China y la Unión Soviética vetaran una enmienda que hubiera extendido el alcance de la resolución a la guerrilla palestina.